# Beki (titre)
Pour les articles homonymes, voir Beki.
Beki est un titre de noblesse utilisé par les Mongols et d'autres sociétés des steppes en Asie centrale à l'époque médiévale.
La signification exacte de ce titre est controversée, bien qu'il puisse signifier chaman honoré.
Bien qu'il soit fréquemment utilisé pour les femmes nobles, certains hommes l'utilisaient également,,,.